# کاستوراما
کاستوراما (انگلیسی: Castorama) شرکت خرده‌فروشی فرانسوی است، که در سال ۱۹۶۹ تأسیس شد.